# План Парижа Тюрго

Загальний вигляд плану Тюрго. Усі аркуші зібрано воєдино.

План Тюрго (фр. plan de Turgot) — детальний план Парижа, створений в 1734–1736 роках на замовлення Мішеля-Етьєна Тюрго. Видатний зразок французької картографії XVIII століття.

## Опис
План Тюрго — це атлас Парижа, опублікований у 1739 році. На 20 аркушах в ізометричній проєкції детально зображено будинки й вулиці столиці Франції. 21-й аркуш містить спрощений план, розділений на 20 частин (4 на 5). Кожній частині спрощеного плану відповідає аркуш із детальним зображенням. Кожен аркуш із детальним зображенням є прямокутником 50 x 80 см, складений навпіл. Увесь план у зібраному виді займає 250,5 см по висоті й 322,5 см по ширині. Атлас охоплює райони міста, що приблизно відповідають першим 11 адміністративним округам Парижа.
|  |  |  |  |
|  |  |  |  |
|  |  |  |  |
|  |  |  |  |
|  |  |  |  |

## Історія створення
У 1734 р. Мішель-Етьєн Тюрго, що займав у той час пост купецького прево Парижа, замовив академікові Королівської академії живопису й скульптури Луї Бретезу (фр. Louis Bretez) новий план Парижа й передмість. Тюрго сподівався, що новий план підніме престиж Парижа в очах парижан і гостей столиці.

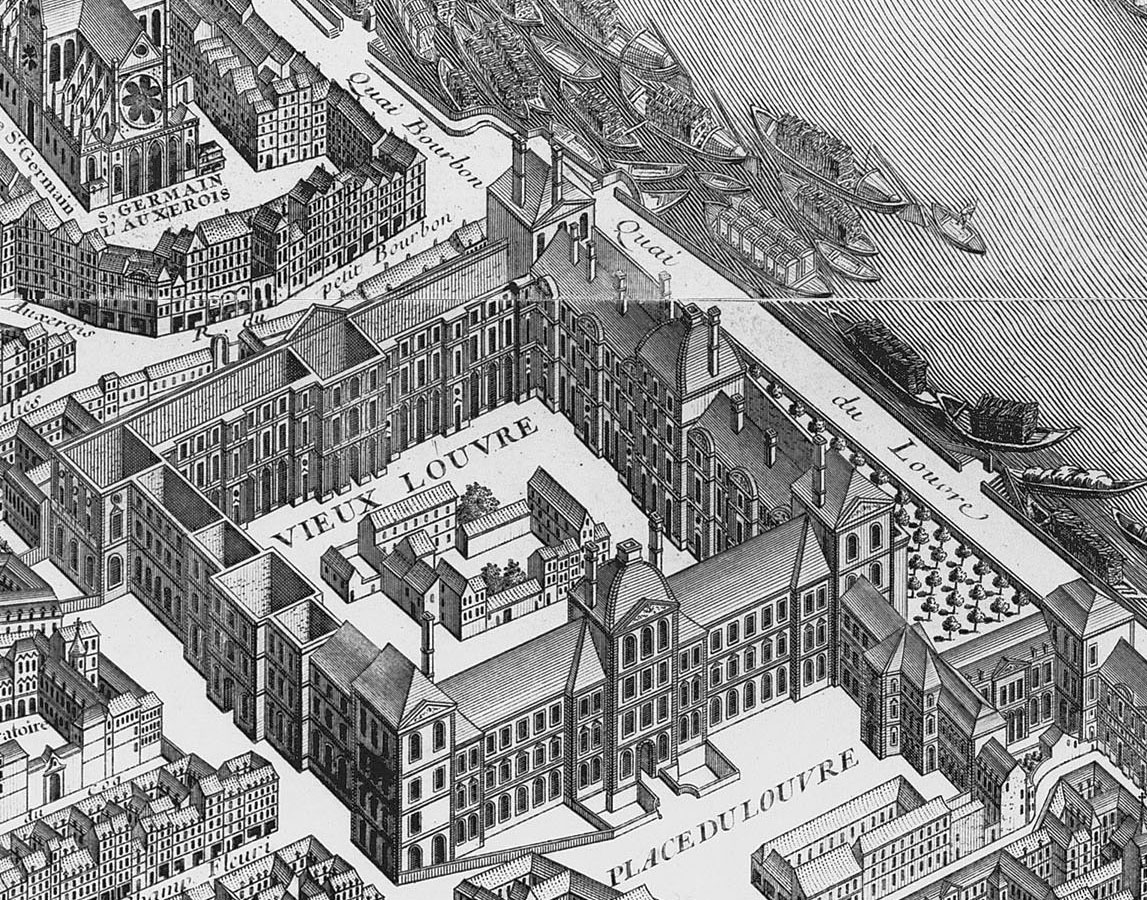
Фрагмент плану (11-й і 15-й аркуші), на якому видно Луврський палац.

Контракт передбачав точне й детальне зображення вулиць і будинків. Бретез отримав повноваження входити в будівлі, двори й сади для проведення необхідних йому вимірів і замальовок. На виконання усієї роботи знадобилося два роки (1734–1736).
У 1736 р. Клод Люка (фр. Claude Lucas), гравер Королівської академії наук, виготовив 21 друкарську форму, з яких в 1739 р. було надруковано аркуші атласу. Екземпляри атласу були подаровані королеві, членам Академії й міського муніципалітету. Друкарські форми зберігаються в Луврі. Час від часу з них роблять нові екземпляри атласу за тією ж технологією, що застосовувалася в XVIII столітті.

#### Ресурси Інтернету
- Вікісховище має мультимедійні дані за темою: План Парижа Тюрго